# Мидвеј Саут (Тексас)
Мидвеј Саут (енгл. Midway South) насељено је место без административног статуса у америчкој савезној држави Тексас.

## Демографија
По попису из 2010. године број становника је 2.239, што је 528 (30,9%) становника више него 2000. године.
| Група             | 2000.         | 2010.         |
| Белци             | 71 (4,1%)     | 124 (5,5%)    |
| Афроамериканци    | 1 (0,1%)      | 17 (0,8%)     |
| Азијати           | 0 (0,0%)      | 1 (0,0%)      |
| Хиспаноамериканци | 1.630 (95,3%) | 2.113 (94,4%) |
| Укупно            | 1.711         | 2.239         |